# Grace Kirby
Grace Kirby (n.  ?, Anglia, Regatul Unit) este o actriță engleză de film și televiziune. Aceasta este cunoscută pentru rolul cenobitului-femeie⁠(d) în filmul Hellraiser (1987), debutul regizoral al lui Clive Barker. Aceasta a refuzat să interpreteze rolul personajului în celelalte filme ale seriei, motiv pentru care Barbie Wilde⁠(d) a înlocuit-o în continuarea Hellbound: Hellraiser II.

## Viața personală
Din 2006, Kirby este profesor de teatru în Cumbria, Marea Britanie. Aceasta este verișoara lui Clive Barker.

## Filmografie
- Hellraiser (1987)
- Heavenly Pursuits (1986)

### Seriale
- Screen Two (1990) – (episodul „The Man from the Pru”)
- The Houseman's Tale (1987) – (episodul #1.1)